# Amy Bruckner
Amelia Ellen 'Amy' Bruckner (Conifer (Jefferson County (Colorado)), 28 maart 1991) is een Amerikaanse actrice en stemactrice.

## Biografie
Bruckner werd geboren in Conifer, een gemeentevrij gebied in de county Jefferson County (Colorado), in een gezin van twee kinderen. Later verhuisde zij met haar familie naar Californië. Zij heeft gestudeerd aan de Athens Academy in Athens (Georgia) en studeert nu aan de Tisch School of the Arts van de New York-universiteit in New York.
Bruckner begon in 2002 als jeugdactrice in de televisieserie ER. Hierna speelde zij nog meerdere rollen in televisieseries en films, zij is vooral bekend van haar rol als stemactrice in de televisieserie American Dragon: Jake Long waar zij in 26 afleveringen actief was (2005-2007).

## Filmografie

### Films
Uitgezonderd korte films.
- 2017 Trust (and Other Lies We Tell Ourselves to Sleep at Night) - als Dulcinea
- 2014 The Assault - als Frankie
- 2007 Nancy Drew – als Bess
- 2005 Rebound – als Annie
- 2004 Costume Party Capers: The Incredibles – als Kid Kareoki
- 2004 They Are Among Us – als Brandi

### Televisieseries
Uitgezonderd eenmalige gastoptredens.
- 2005-2007 American Dragon: Jake Long – als Haley Long (stem) – 26 afl.
- 2004-2006 Phil of the Future – als Pim Duffy - 43 afl.
- 2004-2005 Malcolm in the Middle – als Zoe – 3 afl.
- 2003-2004 Oliver Beene – als Susan Brotsky – 4 afl.